# Persone di nome Ashley
| Questa pagina contiene informazioni ricavate automaticamente dalle voci biografiche con l'ausilio del template Bio e di un bot. L'aggiornamento è periodico e automatico e ricostruisce completamente la pagina. Se manca una persona in questa lista, sei pregato di non aggiungerla, ma accertati piuttosto che la sua voce biografica contenga il template Bio e che i dati anagrafici siano correttamente compilati. Se il template Bio manca, inseriscilo tu stesso o, in alternativa, metti l'avviso {{tmp\|Bio}} che ne segnala la mancanza. Se i dati riportati sono sbagliati, correggi direttamente la voce biografica; le modifiche saranno visibili in questa lista entro pochi giorni. Per chiarimenti vedi il progetto antroponimi. La lista contiene solo le 130 persone che sono citate nell'enciclopedia e per le quali è stato implementato correttamente il template Bio. Pagina aggiornata al 16 ott 2024. |

Questa è una lista di persone presenti nell'enciclopedia che hanno il prenome Ashley, suddivise per attività principale.

## Allenatori di calcio(1)
- Ashley Cole, allenatore di calcio, dirigente sportivo e ex calciatore inglese (Stepney, n. 1980)

## Antropologi(1)
- Ashley Montagu, antropologo e saggista inglese (Londra, n. 1905 - Princeton, † 1999)

## Attiviste(1)
- Ashley Biden, attivista, filantropa e stilista statunitense (Wilmington, n. 1981)

## Attori(2)
- Ashley Walters, attore e rapper britannico (Peckham, n. 1982)
- Ashley Zukerman, attore australiano (Santa Monica, n. 1983)

## Attrici(28)
- Ashley Argota, attrice statunitense (Redlands, n. 1993)
- Ashley Bell, attrice statunitense (Santa Monica, n. 1986)
- Ashley Benson, attrice, modella e cantante statunitense (Anaheim, n. 1989)
- Ashley Cafagna-Tesoro, attrice e cantante statunitense (Iowa City, n. 1983)
- Ashley Crow, attrice statunitense (Birmingham, n. 1960)
- Ashley Eckstein, attrice e doppiatrice statunitense (Louisville, n. 1981)
- Ashley Edner, attrice statunitense (Downey, n. 1990)
- Ashley Fink, attrice statunitense (Houston, n. 1986)
- Ashley Gerasimovich, attrice statunitense (New York, n. 2004)
- Ashley Greene, attrice statunitense (Jacksonville, n. 1987)
- Ashley Hartman, attrice statunitense (contea di Orange, n. 1985)
- Ashley Hinshaw, attrice e modella statunitense (La Porte, n. 1988)
- Ashley Holliday, attrice statunitense (Burbank, n. 1985)
- Ashley Jensen, attrice britannica (Dumfries and Galloway, n. 1969)
- Ashley Johnson, attrice statunitense (Camarillo, n. 1983)
- Ashley Jones, attrice e produttrice televisiva statunitense (Memphis, n. 1976)
- Ashley Judd, attrice, attivista e ex modella statunitense (Los Angeles, n. 1968)
- Ashley Laurence, attrice statunitense (Los Angeles, n. 1966)
- Ashley Leggat, attrice e ballerina canadese (Hamilton, n. 1986)
- Ashley Madekwe, attrice e blogger britannica (Londra, n. 1981)
- Ashley McGuire, attrice britannica (n. 1972)
- Ashley Newbrough, attrice statunitense (Newport, n. 1987)
- Ashley Park, attrice statunitense (Glendale, n. 1991)
- Ashley Rickards, attrice statunitense (Sarasota, n. 1992)
- Ashley Scott, attrice e modella statunitense (Metairie, n. 1977)
- Ashley Tisdale, attrice, cantautrice e modella statunitense (West Deal, n. 1985)
- Ashley Williams, attrice statunitense (n. 1978)
- Ashley C. Williams, attrice e cantante statunitense (Boston, n. 1984)

## Attrici pornografiche(5)
- Ashley Blue, ex attrice pornografica statunitense (n. 1981)
- Ashley Long, ex attrice pornografica britannica (Londra, n. 1979)
- Teagan Presley, ex attrice pornografica statunitense (The Woodlands, n. 1985)
- Riley Reid, attrice pornografica statunitense (Loxahatchee, n. 1991)
- Maitland Ward, attrice pornografica, modella e attrice televisiva statunitense (Long Beach, n. 1977)

## Bassisti(1)
- Ashley Hutchings, bassista inglese (Londra, n. 1945)

## Calciatori(15)
- Ash Baker, calciatore gallese (Bridgend, n. 1996)
- Ashley Barnes, calciatore inglese (Bath, n. 1989)
- Ashley Charles, calciatore grenadino (Watford, n. 1999)
- Ashley Fletcher, calciatore inglese (Keighley, n. 1995)
- Ashley Maynard-Brewer, calciatore australiano (Joondalup, n. 1999)
- Ashley Nathaniel-George, calciatore antiguo-barbudano (Brent, n. 1995)
- Ashley Nazira, calciatore mauriziano (Pamplemousses, n. 1995)
- Ashley Phillips, calciatore inglese (Salford, n. 2005)
- Ashley Richards, calciatore gallese (Swansea, n. 1991)
- Ashley Torres, calciatore beliziano (n. 1985)
- Ashley Ward, ex calciatore inglese (Middleton, n. 1970)
- Ashley Westwood, calciatore inglese (Nantwich, n. 1990)
- Ashley Williams, ex calciatore gallese (Tamworth, n. 1984)
- Ashley Williams, calciatore liberiano (Monrovia, n. 2000)
- Ashley Young, calciatore inglese (Stevenage, n. 1985)

## Calciatrici(2)
- Ashley Lawrence, calciatrice canadese (Toronto, n. 1995)
- Ashley Nick, calciatrice statunitense (Monrovia, n. 1987)

## Canottiere(1)
- Ashley Brzozowicz, canottiera canadese (Toronto, n. 1982)

## Cantanti(3)
- Halsey, cantante e compositrice statunitense (Edison, n. 1994)
- Ashley Grace, cantante, chitarrista e pianista messicana (Lake Charles, Louisiana, n. 1987)
- Ashley Roberts, cantante, conduttrice televisiva e personaggio televisivo statunitense (Phoenix, n. 1981)

## Cantautori(1)
- Ashley Hamilton, cantautore e attore statunitense (Los Angeles, n. 1974)

## Cantautrici(2)
- Ashley McBryde, cantautrice statunitense (Waldron, n. 1983)
- Ashley Monroe, cantautrice statunitense (Knoxville, n. 1986)

## Cestiste(11)
- Ashley Battle, ex cestista e allenatrice di pallacanestro statunitense (Pittsburgh, n. 1982)
- Ashley Bruner, ex cestista e allenatrice di pallacanestro statunitense (Norman, n. 1991)
- Ashley Joens, cestista statunitense (Cedar Rapids, n. 2000)
- Ashley Key, ex cestista statunitense (Atlanta, n. 1985)
- Ashley McElhiney, ex cestista, allenatrice di pallacanestro e dirigente sportiva statunitense (Martin, n. 1981)
- Ashley Owusu, cestista statunitense (Queens, n. 2001)
- Ashley Paris, ex cestista statunitense (San Jose, n. 1987)
- Ashley Pérez, ex cestista e allenatrice di pallacanestro statunitense (Manchester, n. 1994)
- Ashley Robinson, ex cestista statunitense (Dallas, n. 1982)
- Ashley Shields, ex cestista statunitense (Memphis, n. 1985)
- Ashley Walker, ex cestista statunitense (Stockton, n. 1987)

## Cestisti(1)
- Ashley Hamilton, cestista statunitense (Amburgo, n. 1988)

## Comiche(1)
- Ashley Nicole Black, comica, attrice e sceneggiatrice statunitense (Los Angeles, n. 1985)

## Danzatrici(1)
- Ashley Bouder, danzatrice statunitense (Carlisle, n. 1983)

## Diplomatici(2)
- Ashley Clarke, diplomatico inglese (n. 1903 - † 1994)
- Ashley Eden, diplomatico britannico (Hertingfordbury, n. 1831 - † 1887)

## Fumettisti(1)
- Ashley Wood, fumettista e illustratore australiano (n. 1971)

## Ginnaste(1)
- Ashley Postell, ex ginnasta statunitense (Cheverly, n. 1986)

## Giocatori di football americano(1)
- Ashley Lelie, ex giocatore di football americano statunitense (Bellflower, n. 1980)

## Giocatori di snooker(2)
- Ashley Carty, giocatore di snooker inglese (Rotherham, n. 1995)
- Ashley Hugill, giocatore di snooker inglese (York, n. 1994)

## Judoka(1)
- Ashley Mckenzie, judoka britannico (Londra, n. 1989)

## Modelle(1)
- Ashley Graham, modella statunitense (Lincoln, n. 1987)

## Multiplisti(2)
- Ashley Bryant, multiplista britannico (Londra, n. 1991)
- Ashley Moloney, multiplista australiano (Brisbane, n. 2000)

## Nuotatori(2)
- Ashley Callus, ex nuotatore australiano (Brisbane, n. 1979)
- Ashley Delaney, ex nuotatore australiano (Sale, n. 1986)

## Nuotatrici(2)
- Ashley Tappin, ex nuotatrice statunitense (Marietta, n. 1978)
- Ashley Twichell, nuotatrice statunitense (Westchester County, n. 1989)

## Ostacoliste(1)
- Ashley Spencer, ostacolista e velocista statunitense (Indianapolis, n. 1993)

## Pallavoliste(6)
- Ashley Benson, pallavolista statunitense (Bloomington, n. 1989)
- Ashley Engle, pallavolista statunitense (Yorba Linda, n. 1988)
- Ashley Evans, pallavolista statunitense (Liberty Township, n. 1994)
- Ashley Frazier, ex pallavolista statunitense (Oregon, n. 1989)
- Ashley Jiménez, pallavolista portoricana (n. 1995)
- Ashley Vázquez, pallavolista portoricana (Gurabo, n. 1993)

## Pattinatrici artistiche su ghiaccio(1)
- Ashley Wagner, ex pattinatrice artistica su ghiaccio statunitense (Heidelberg, n. 1991)

## Pesiste(1)
- Ashley Erasmus, pesista e discobola sudafricana (Mpumalanga, n. 2005)

## Pianiste(1)
- Ashley Ellyllon, pianista statunitense (Scottsdale, n. 1984)

## Pilote motociclistiche(1)
- Ashley Fiolek, ex pilota motociclistica statunitense (Dearborn, n. 1990)

## Piloti automobilistici(1)
- Ashley Sutton, pilota automobilistico britannico (Bishops Stortford, n. 1994)

## Politiche(1)
- Ashley Hinson, politica statunitense (Des Moines, n. 1983)

## Politici(1)
- Ashley Fox, politico britannico (Sutton Coldfield, n. 1969)

## Preparatori atletici(1)
- Ashley Bayes, preparatore atletico e ex calciatore inglese (Lincoln, n. 1972)

## Registi(2)
- Ash, regista, sceneggiatore e produttore cinematografico britannico (Londra, n. 1967)
- Ashley Miller, regista e sceneggiatore statunitense (Cincinnati, n. 1867 - New York, † 1949)

## Sciatrici alpine(3)
- Ashley Campbell, sciatrice alpina canadese (n. 2002)
- Ashley Davenport, ex sciatrice alpina statunitense (n. 1976)
- Ashley Linda Spina, ex sciatrice alpina statunitense (n. 1985)

## Sciatrici freestyle(1)
- Ashley Caldwell, sciatrice freestyle statunitense (Ashburn, n. 1993)

## Scrittori(1)
- Ashley Kahn, scrittore, giornalista e produttore discografico statunitense (n. 1960)

## Slittiniste(1)
- Ashley Walden, ex slittinista statunitense (Framingham, n. 1981)

## Tenniste(4)
- Ashley Harkleroad, ex tennista statunitense (Rossville, n. 1985)
- Ashley Kratzer, tennista statunitense (Newport Beach, n. 1999)
- Ashley Lahey, tennista statunitense (Stati Uniti d'America, n. 1999)
- Ashley Weinhold, tennista statunitense (Tyler, n. 1989)

## Tennisti(3)
- Ashley Cooper, tennista australiano (Melbourne, n. 1936 - † 2020)
- Ashley Campbell, tennista australiano (Sydney, n. 1880 - † 1943)
- Ashley Fisher, ex tennista australiano (Wollongong, n. 1975)

## Violinisti(1)
- Ashley McIsaac, violinista, cantautore e compositore canadese (Creignish, n. 1975)

## Wrestler(6)
- Dana Brooke, wrestler e culturista statunitense (Seven Hills, n. 1988)
- Charlotte Flair, wrestler statunitense (Charlotte, n. 1986)
- Ashley Massaro, wrestler e modella statunitense (New York, n. 1979 - Smithtown, † 2019)
- Ashley Miller, wrestler e modella statunitense (Houston, n. 1988)
- Madison Rayne, wrestler statunitense (Columbus, n. 1986)
- Shotzi Blackheart, wrestler statunitense (Contea di Santa Clara, n. 1992)

## Senza attività specificata(1)
- Ashley Page, ex ballerino, direttore artistico e coreografo britannico (Rochester, n. 1956)